# Pliszka (Lubusz)
Pliszka (prononciation : [ˈpliʂka]) est une localité polonaise de la gmina de Bytnica dans le powiat de Krosno Odrzańskie de la voïvodie de Lubusz dans l'ouest de la Pologne.
Elle se situe à environ 12 kilomètres au nord-ouest de Bytnica (siège de la gmina), 22 kilomètres au nord de Krosno Odrzańskie (siège du powiat), 45 kilomètres au nord-ouest de Zielona Góra (siège de la diétine régionale) et 59 kilomètres au sud de Gorzów Wielkopolski (capitale de la voïvodie).
La localité comptait approximativement une population de 37 habitants en 2006.

## Histoire
Avant 1945, ce village était sur le territoire de l'Empire allemand dans le Royaume de Prusse dans la province de Brandebourg sous le nom de Pleiskehammer. (voir Évolution territoriale de la Pologne)
De 1975 à 1998, le village appartenait administrativement à la voïvodie de Zielona Góra.

Depuis 1999, il appartient administrativement à la voïvodie de Lubusz